# Merry Go Round (album des Delinquent Habits)
Albums de Delinquent Habits
Here Come the Horns
(1998) Freedom Band
(2003)
Singles
1. Boulevard Star
Sortie : 2001
2. Feel Good
Sortie : 2001
3. Return of the Tres
Sortie : 2001
4. Merry Go Round
Sortie : 2001

Merry Go Round est le troisième album studio des Delinquent Habits, sorti le 20 juin 2000.

## Liste des titres
| No  | Titre                                | Contient un (des) sample(s) de | Durée |
| --- | ------------------------------------ | --- | ----- |
| 1.  | Station Thirteen                     | | 3:50  |
| 2.  | Feel Good                            | Midnight Groove du Love Unlimited Orchestra                                                                                            | 3:55  |
| 3.  | Return of the Tres                   | El Choclo du Mexicali Brass Tres Delinquentes des Delinquent Habits                                                                    | 4:14  |
| 4.  | Boulevard Star (featuring Michelle)  | El Raton de Cheo Feliciano and The Joe Cuba Sextet Fried Neck Bones and Some Home Fries de Willie Bobo Lady Marmalade de Patti LaBelle | 3:27  |
| 5.  | Midnite Spin (featuring Sick Jacken) | | 3:53  |
| 6.  | The Kind                             | In the Hall of the Mountain King d'Edvard Grieg                                                                                        | 3:22  |
| 7.  | Merry Go Round                       | | 4:41  |
| 8.  | Que Vuelva (featuring Michelle)      | | 4:18  |
| 9.  | Sick Syde Drop                       | | 3:41  |
| 10. | Beijing                              | I Know You Got Soul d'Eric B. & Rakim                                                                                                  | 4:13  |
| 11. | No Sense                             | | 3:33  |
| 12. | Southern Accent                      | | 3:51  |
| 13. | House of the Rising Drum             | Love the Feeling de Leroy Hutson | 3:22  |
| 14. | Anytime All Time                     | | 4:11  |
| 15. | Temptation (featuring Michelle)      | | 4:06  |